# Baselstab

Als Baselstab oder Baslerstab wird der Hirtenstab bzw. Bischofsstab im Wappen von Dörfern und Städten in der Region Basel in der Schweiz bezeichnet.
So ist der Bischofsstab des Fürstbischofs zu Basel im Wappen der Stadt Basel und der Kantone Basel-Stadt, Basel-Landschaft und Jura zu finden. Dabei ist der Baselstab von Basel-Stadt schwarz und derjenige von Basel-Landschaft und Jura rot.
Auch die Amtsinhaber Kurt Koch (emeritiert) und Felix Gmür verwenden entsprechende Bischofswappen.

## Herkunft und Geschichte
Der Baselstab stellt den Krummstab des Bischofs von Basel dar. Auf Basler Münzen erschien der Stab zuerst auf einem Dünnpfennig, welcher um und nach 1100 über längere Zeit geprägt wurde. Dass das Hoheitszeichen des Bischofs rot war, bezeugt zuerst das bischöfliche Banner in der Wappenrolle von Zürich (um 1330–1345).
Die heraldische, unten in drei Zipfel auslaufende Form  erscheint erstmals auf dem Stäbler, der in Basel seit 1373 in eigenem Münzrecht geprägten Münze im Wert eines halben Pfennigs (Heller). Im Urteil von Grenser (1866) sieht diese nun für Basel charakteristische Form «einer gestürzten Glockenblume weit ähnlicher […] als dem Herrschstab des Bischofs von Basel».
Johann von Vienne (r. 1365–1382) führte als erster Bischof den Baselstab in einem zweiten Wappenschild neben seinem Familienwappen in seinem Siegel. Seit dem 15. Jahrhundert führten Basler Bischöfe den Baselstab auch im Geviert in ihren Wappen.
Als sich die Stadt Basel von der Herrschaft des Bischofs zu befreien begann, behielt sie in ihrem eigenen Wappen die Figur bei. Die schwarze Farbe des städtischen Stabes ist von der 2. Hälfte des 15. Jahrhunderts an belegt, mag aber älter sein. Das Wappen auf dem Fischmarkt-Brunnen, ursprünglich aus dem ausgehenden 14. Jahrhundert, zeigt einen schwarzen Baselstab, die Farbgebung könnte allerdings auch auf die Renovation von 1468 zurückgehen.
Nachdem die Eidgenossen auf Seiten des Papstes in der Lombardei gekämpft und 1512 die Stadt Pavia erobert hatten, verlieh ihnen Julius II. die prächtigen «Juliusbanner» und weitere Ehrenzeichen. Die Basler durften fortan den Baselstab in Gold führen. Einige solche Wappen sind erhalten, doch nach der Reformation kehrte man zur schwarzen Farbe zurück.
Die Ausrichtung der Krümme nach links oder rechts war noch bis im 18. Jahrhundert nicht einheitlich (auch, wenn man von gespiegelten Darstellungen aufgrund der heraldischen Courtoisie absieht).
Seit der Basler Kantonstrennung von 1832/3 wird das Wappen von Basel-Stadt einheitlich mit nach heraldisch rechts gekrümmtem Baselstab blasoniert, das Wappen von Basel-Landschaft entgegengesetzt mit nach heraldisch links gekrümmtem Baselstab.
Bis zur Reformation war der Sitz des Bischofs von Basel tatsächlich in Basel (Bistum Basel), dann einige Zeit in Pruntrut, und seit dem 19. Jahrhundert ist der offizielle Sitz des Bischofs von Basel in Solothurn. Das Bistum heisst aber immer noch Bistum Basel, und die Kantone Basel-Stadt und Basel-Landschaft haben, trotz ihrem reformierten Bekenntnis, den Bischofsstab im Wappen behalten.

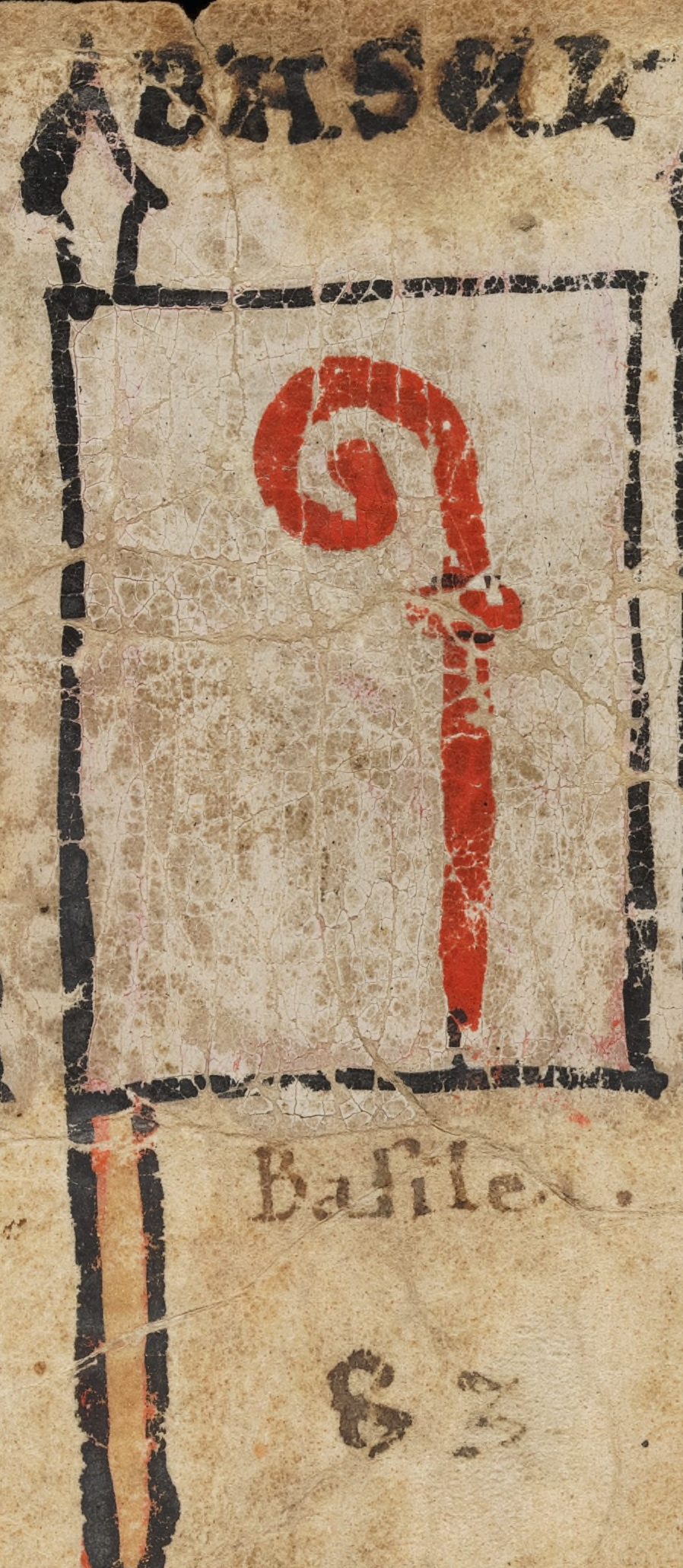
Banner des Bistums Basel in der Zürcher Wappenrolle, um 1330–1345
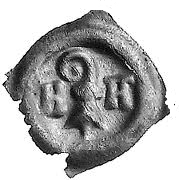
Der Basler Stäbler, geprägt ab 1373
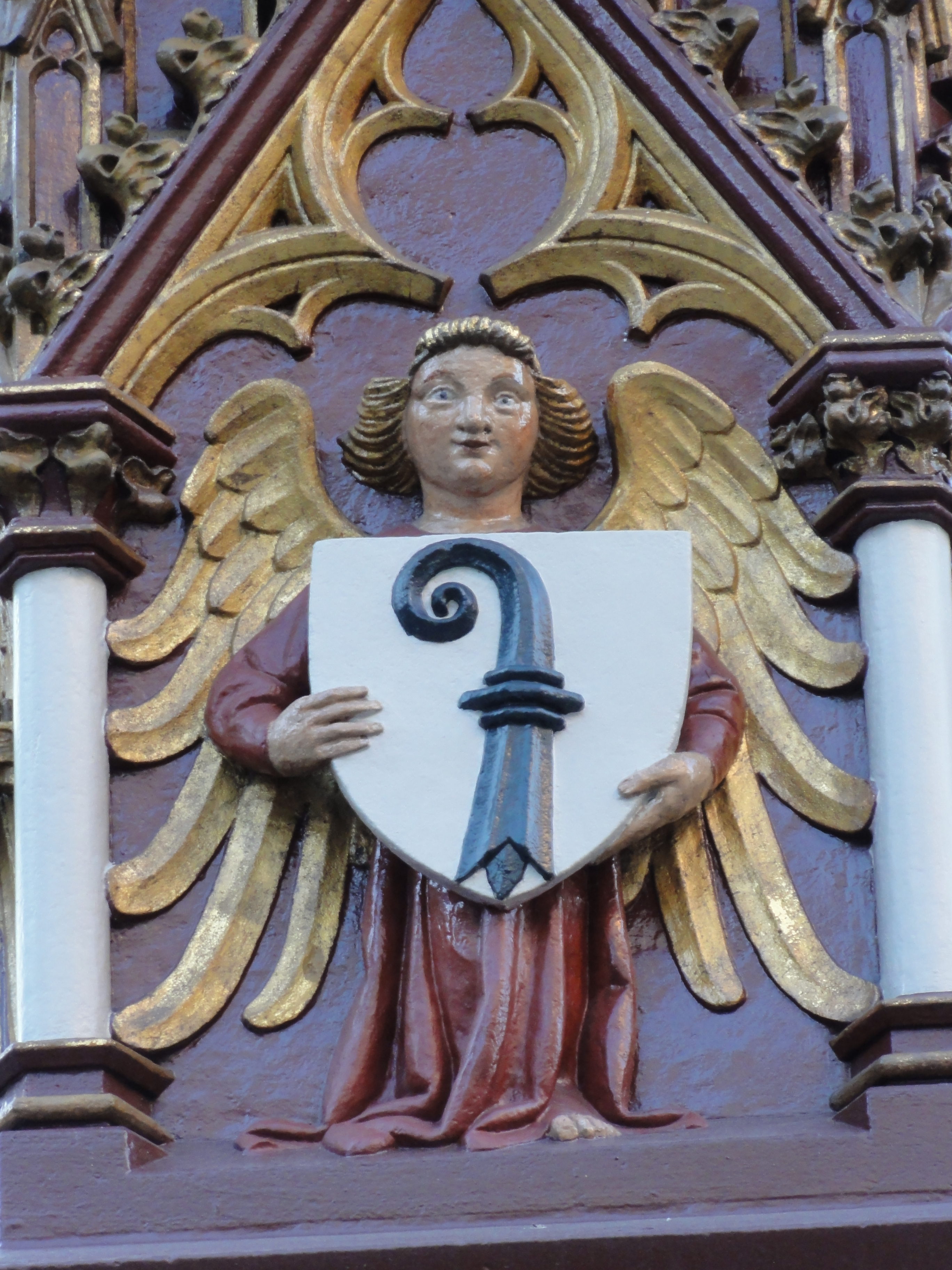
Wappen auf dem Fischmarkt-Brunnen (um 1390, Renovation 1468)
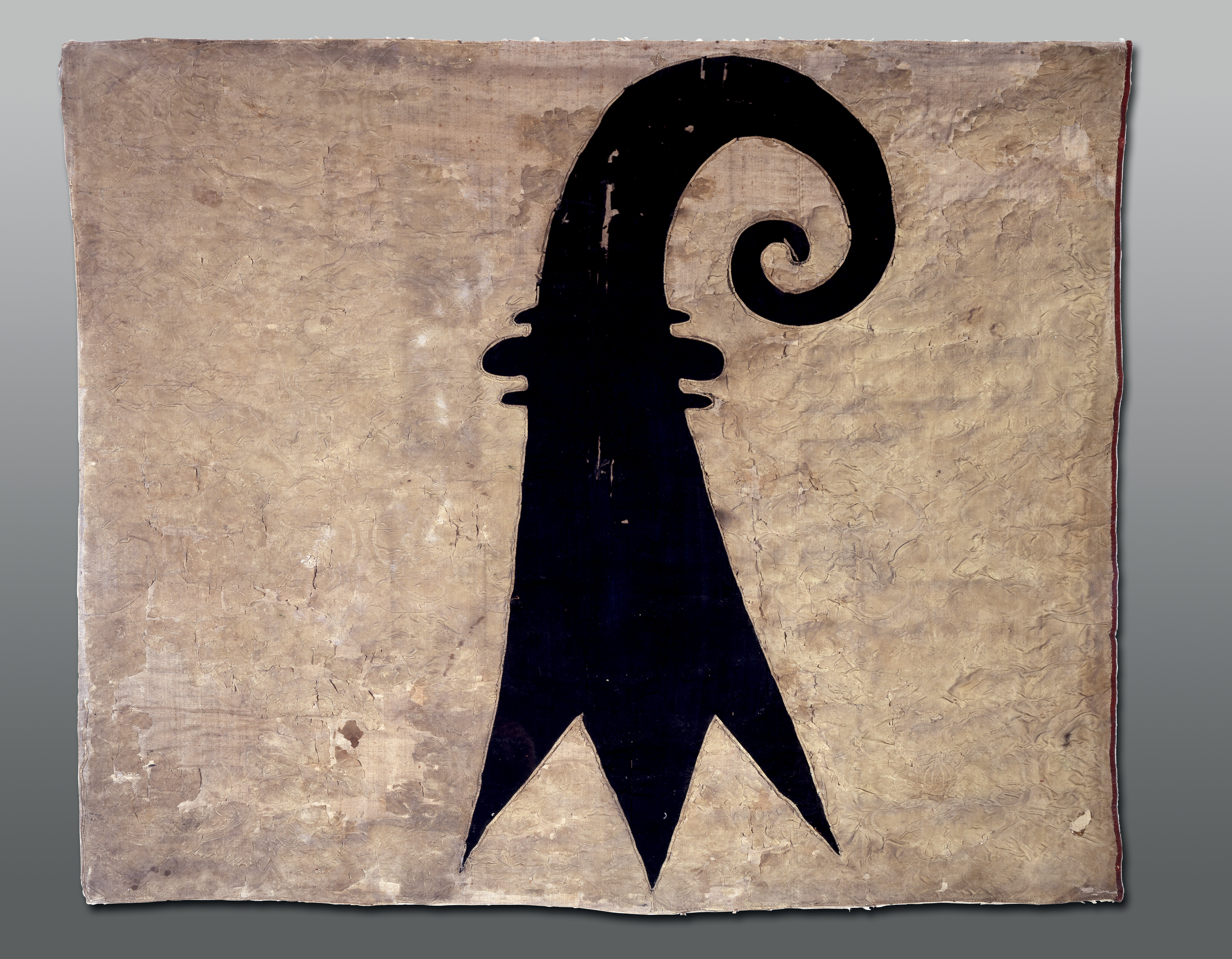
Ältestes Basler Stadtbanner, 2. Hälfte 15. Jahrhundert
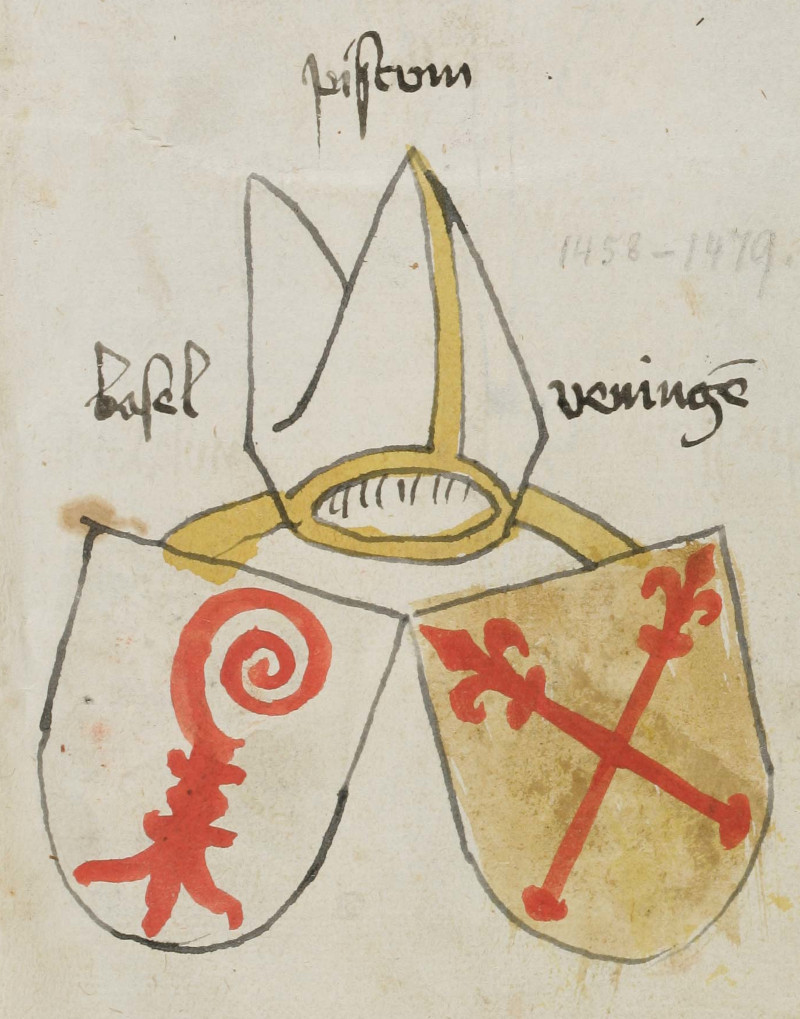
Wappen des Bistums Basel unter Bischof Johann V. von Venningen, r. 1458–1478, aus dem Wappenbuch des St. Galler Abtes Ulrich Rösch (1474)
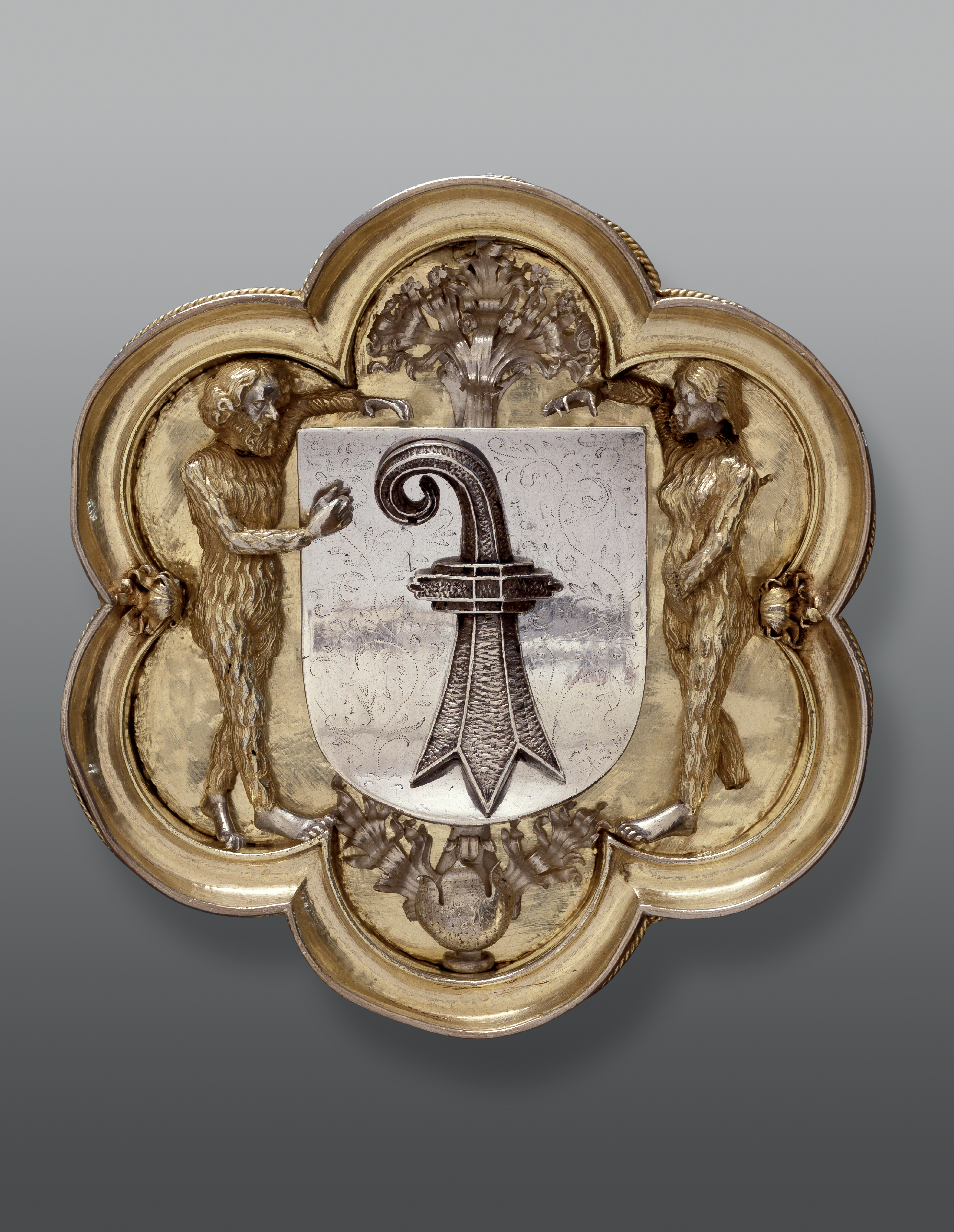
Bannwartschild des Gescheids (Flurgericht) von Grossbasel, um 1500
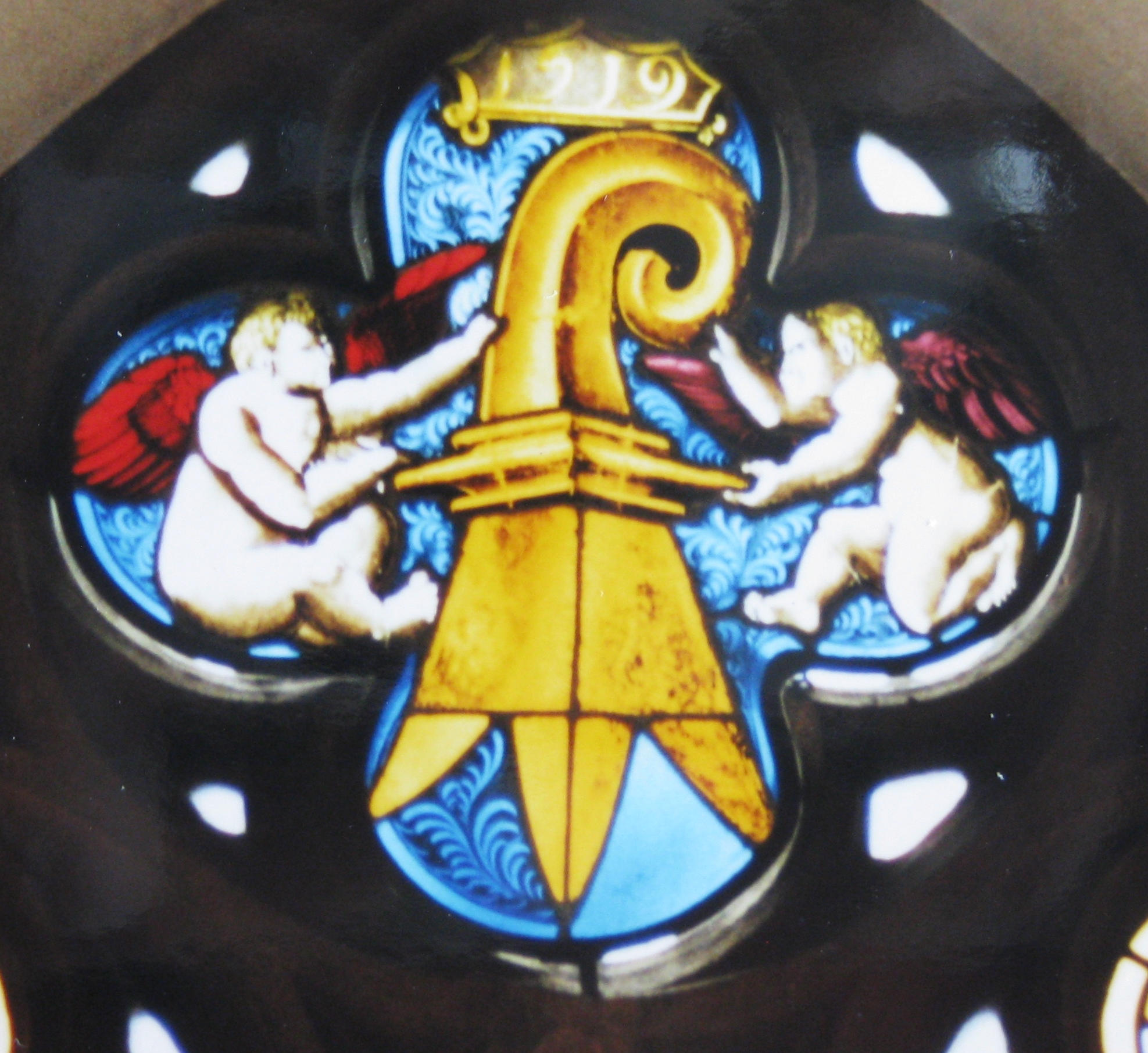
Goldener Baselstab im Chor der Leonhardskirche, 1519

## Verwendung
In vielen Wappen in der näheren und weiteren Umgebung von Basel ist der Baslerstab zu finden:

### Frühere und religiöse Wappen mit Baslerstab

Fürstbistum Basel
Kardinalswappen von Kurt Koch (Kardinal), eh. Bischof von Basel
Bischofswappen von Felix Gmür, Bischof von Basel

### Kantonswappen mit Baslerstab

Basel-Stadt
Basel-Landschaft
Jura

### Gemeindewappen mit Baslerstab (Auswahl)

Basel
Bättwil
Bärschwil
Delsberg
Efringen-Kirchen
Grellingen
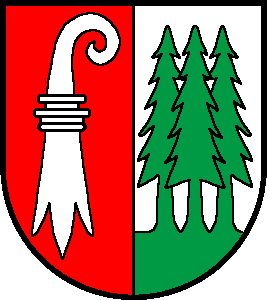
Hochwald SO
Huttingen
Laufen
Liestal
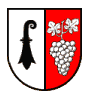
Mauchen
Röschenz
Schliengen
Staffelfelden
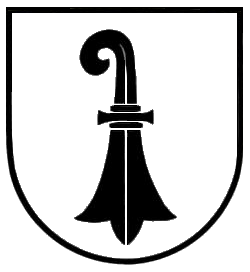
Steinenstadt
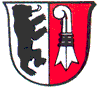
Tiengen Stadtteil von Freiburg i. B.
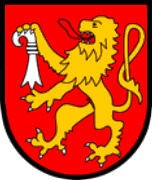
Wahlen